# یوزف شورال
یوزف شورال (چکی: Josef Šural; ۳۰ مهٔ ۱۹۹۰ – ۲۹ آوریل ۲۰۱۹) بازیکن فوتبال اهل جمهوری چک بود.
از باشگاه‌هایی که در آن بازی کرده‌است می‌توان به باشگاه فوتبال آلانیا اسپور، باشگاه فوتبال اسپارتا پراگ، باشگاه فوتبال زبرویوفکا برنو، و باشگاه فوتبال اسلوان لیبرتس اشاره کرد.
وی همچنین در تیم ملی فوتبال جمهوری چک بازی کرده‌است.